# Марикита Перес

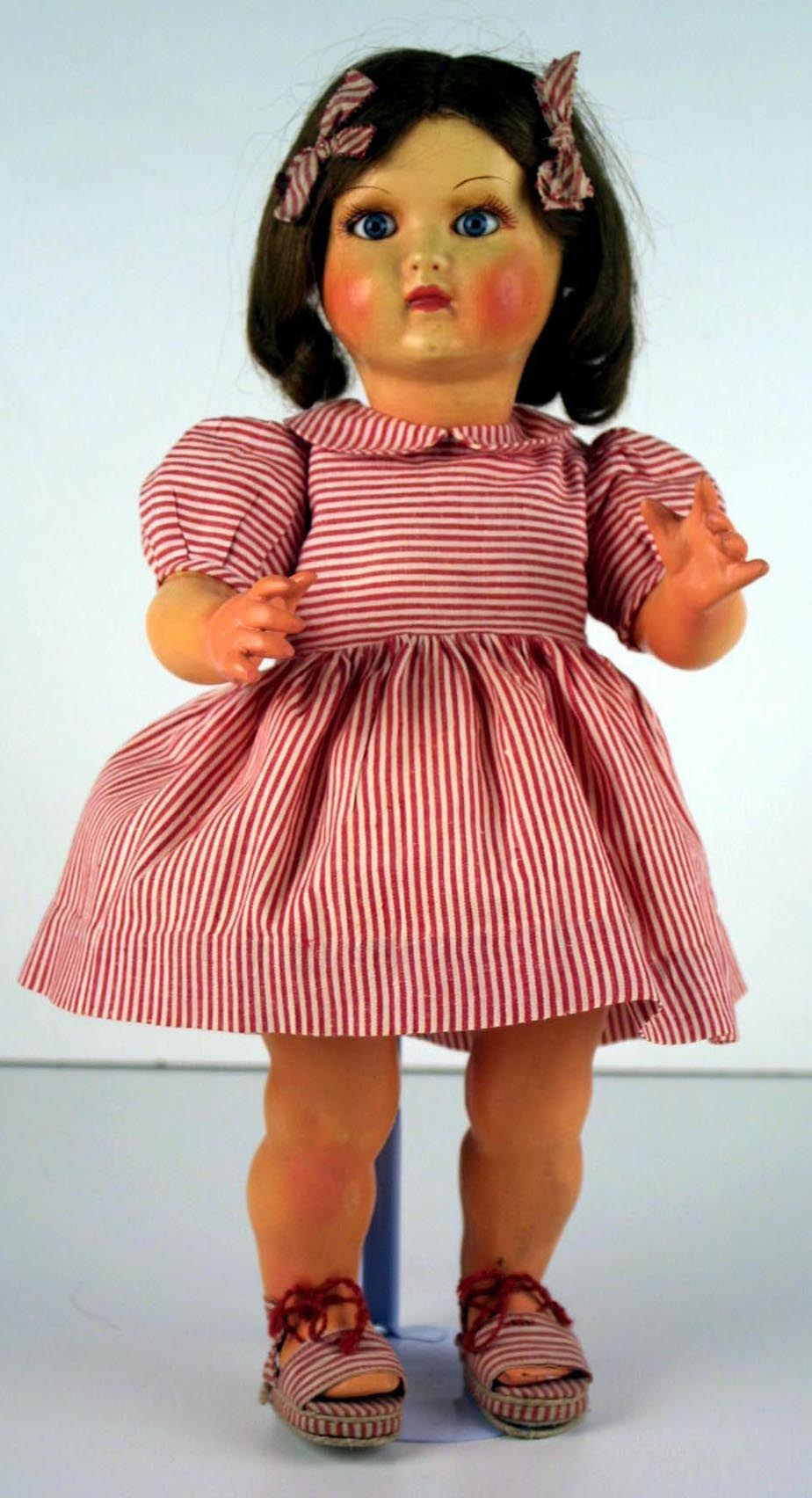
Первая модель Марикиты Перес

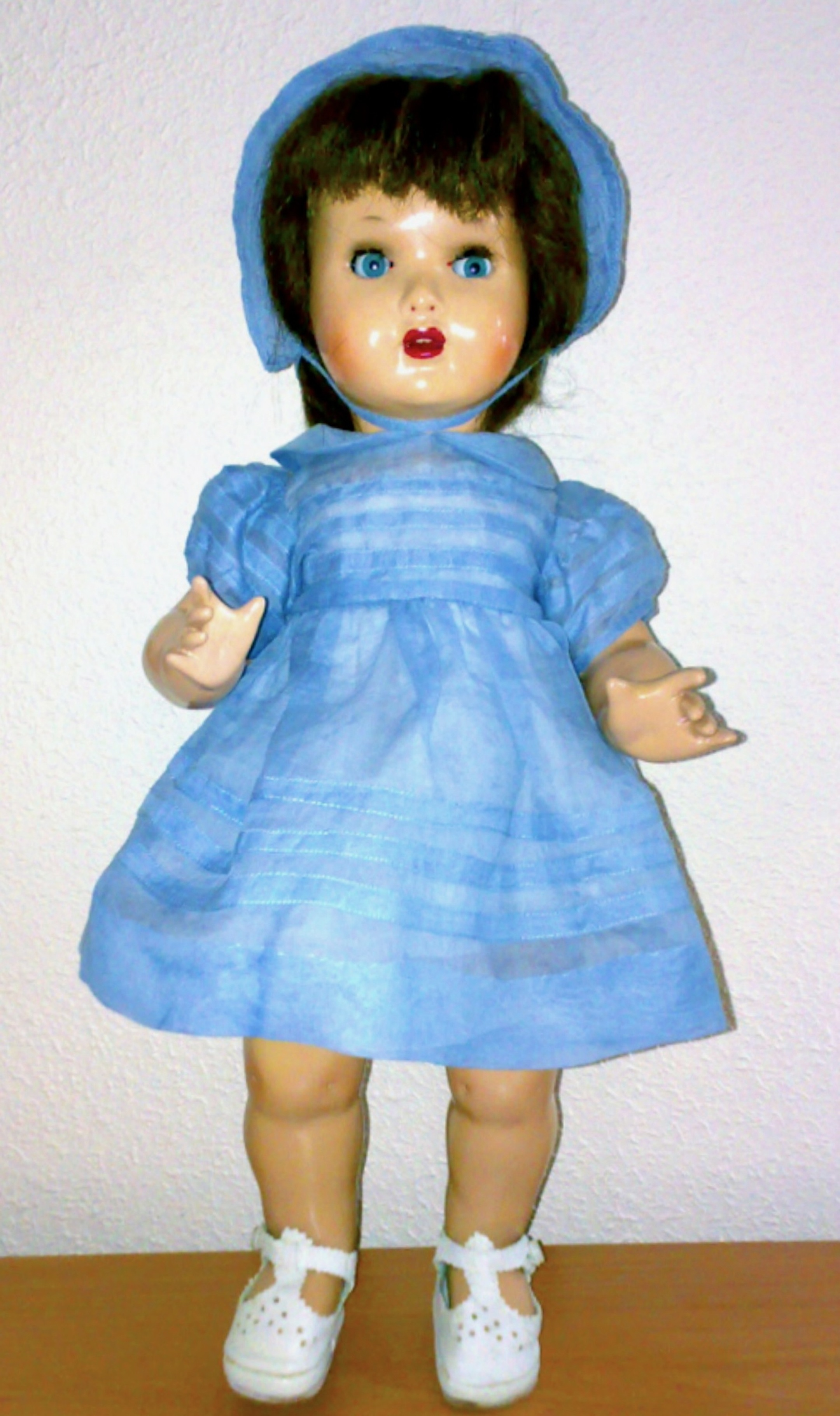
модель около 1954

Марикита Перес (исп. Mariquita Pérez) — испанская кукла, созданная Леонор Коэльо в 1938 году. Была на пике популярности в 40-е и 50-е годы и в начале 1960-х годов, производилась до 1976 года. Для изготовления куклы использовались самые качественные материалы. Также выпускались разнообразные наряды и аксессуары.
Марикита пользовалась большим успехом за пределами Испании, в таких странах, как Португалия, Аргентина, Венесуэла, Куба. На Кубе она была известна под именем «Королева Кубы».

## Создание куклы
Создательницей Марикиты была Леонор Коэльо, дочь графа Португальского, представительница мадридской аристократии. Моделью для куклы послужила её двухлетняя дочь Леонор Гонгора. Во время войны Леонор Коэльо жила в Сан-Себастьяне и часто гуляла с ней по набережной. Девочка брала с собой фарфоровую немецкую куклу, которую выиграла в благотворительную лотерею. Мать сама придумывала и шила для девочки и куклы одинаковые платья. Прохожие улыбались, глядя на белокурую голубоглазую девочку, которая несла в руках куклу в таком же платье.
Эта кукла положила начало делу всей жизни Леонор Коэльо. Новая кукла, моделью для которой послужила дочь Леонор, одевалась точно так же, как живые девочки тех лет. В будущее предприятие вложила капитал школьная подруга Леонор Коэльо, Мария дель Пилар Лука де Тена де Фагальде. Леонор Коэльо хотела назвать куклу типично испанским именем. Посоветовавшись с друзьями, она выбрала имя «Марикита», уменьшительное от «Мария», и одну из самых распространённых испанских фамилий — Перес.
Когда закончилась Гражданская война, новоиспечённые предпринимательницы заказали тысячу кукол в мастерской Сантьяго Молина, одного из самых известных производителей игрушек того времени. Первая партия кукол была выпущена в ноябре 1940 года и была распродана за два месяца. Каждая кукла стоила 85 песет, — цена, доступная только для обеспеченных родителей. Средняя зарплата в трудные послевоенные годы составляла 150 песет.

## 1940—1950 годы
Торжественное открытие первого магазина «Марикита Перес» состоялось 11 ноября 1940 года и стало настоящим событием в жизни послевоенного Мадрида. Шесть лет спустя магазин переехал в новое большое помещение. Оформление витрины менялось каждый сезон и отражало все капризы моды.
Леонор Коэльо не остановилась на достигнутом. В фургоне с фирменными красно-белыми полосками она объезжала самые лучшие магазины игрушек Испании и предлагала франшизу на продажу кукол.
Также Леонор Коэльо организовала показы мод, на которых девочки дефилировали с куклами в таких же платьях.
Для куклы выпускалось большое разнообразие нарядов и аксессуаров на все случаи жизни. В 40-е годы аксессуары стоили от 2 до 55 песет. У Марикиты было больше вещей, чем у многих живых детей того времени. Для куклы выпускались гребешки, веера, зонтики, чулки, носки, обувь, солнечные очки, несессеры, мебель и многое другое. У Марикиты были лыжи, самокат и все, что нужно для отдыха, а также домашняя утварь: гладильная доска, сумочка для рукоделия. Для Марикиты-путешественницы выпускались палатки, чемоданы и шляпные картонки. Также у куклы был поднос для завтрака, вешалки для одежды и четвероногий друг фокстерьер Оле.
В 1941—1942 гг. появились новые модели куклы с закрывающимися глазами и ресницами из натуральных волос. Также появились куклы со сгибающимися руками и ногами и модель с двумя париками с разными прическами. Стоимость куклы поднялась до 110 песет.
Затем благодаря рассказам и радиопередачам «Приключения Марикиты Перес» мадридцы познакомились с куклой. Также в 1941 году Леонор Коэльо придумала ей маленького братика Хуанина Переса. Кукла-младенец была изготовлена из тех же материалов, что и его сестра, стоила 77 песет и пользовалась большим успехом. Хуанин был одет в вышитые одежки для младенца. Последующие модели были с закрывающимися глазами, также появился младенец, который умел плакать и даже механический младенец, который стоил 300 песет.
Затем появился восьмимесячный Хуанин с кудрявыми волосами и восьмилетний Хуанин-кадет. Для Хуанина выпускалось такое же широкое разнообразие костюмов и аксессуаров, как и для его сестры.
Жизнь Марикиты Перес была похожа на жизнь девочек из состоятельных семей того времени. Она ходила в школу под управлением монахинь, по воскресеньям гуляла в парке с собакой, летом ездила на море или в горы, занималась спортом (лыжами, теннисом, парусным спортом), у неё были различные хобби. Кроме школьного, Марикита получала религиозное образование, училась домоводству.
В 1945 году вышла коллекция традиционных испанских платьев для Марикиты Перес.
В 1946 году супруг Леонор Коэльо по работе переехал с семьей в Аргентину, где они пробыли до 1949 года. Неугомонная Леонор наладила выпуск аргентинской Марикиты из более дешёвых материалов и с меньшим набором аксессуаров.

## 1960—1976: закат Марикиты
Бурное развитие испанской промышленности в 60-е и 70-е годы отразилось и на производстве игрушек, конкуренция становилась всё более острой.
В 1959 году стали выпускать пластиковую Марикиту, рост её немного увеличился. Модели этого года всё ещё выпускались с натуральными волосами.
В 1965 Леонор Коэльо передала управление предприятием своей дочери Леонор Гонгора и её мужу.
В 60-е годы вышло две модели Марикиты и Хуанина, изменилась фигура и черты лица, волосы стали искусственными.
В 1970 появилась последняя модель Марикиты.
Несмотря на изменившиеся материалы, гардероб Марикиты отличался высоким качеством моделей, тканей и пошива.
Появление новых материалов, форм производства, жесткая конкуренция, приход на испанский рынок больших международных компаний, изменившиеся вкусы детей способствовали снижению популярности Марикиты Перес. Свою роль сыграл и сложный развод Леонор Гонгоры с мужем. Согласно семейному кодексу тех лет, именно муж считался управляющим имуществом семьи, и в какой-то момент он запретил Леонор вход на предприятие, созданное её матерью. Все это, а также неталантливое руководство мужа Леонор Гонгоры привели к закрытию фирмы в 1976 году.

## 1998: Новая Марикита Перес
В 1994 году хозяева фабрики игрушек в провинции Аликанте, не имеющие отношения к семье создателей Марикиты, зарегистрировали торговую марку «Новая Марикита Перес». Фабрика была расположена в городке Ониль, где Леонор Коэльо в своё время заказала первую партию кукол.
Современная Марикита Перес выпускается с 1998 года из таких материалов, как папье-маше, фарфор и винил. Все три версии куклы по виду отличаются от моделей 40-х и 50-х годов. Ресницы синтетические, у кукол из папье-маше и фарфора волосы натуральные. Высота куклы около 48 см. Существуют различные варианты нарядов и аксессуаров, как по современной моде, так и в стиле 40-х, 50-х и 60-х годов.

## Роль Марикиты Перес в культуре
Несмотря на то, что куклу могли позволить себе только дети из состоятельных семей, она превратилась в один из символов эпохи. Никогда раньше у игрушки не было столько поклонников самых разных возрастов. Марикита была самой любимой куклой испанских девочек с 40-х по 60-е годы.
У Марикиты была даже своя песня, которую исполняло трио Гурручага.
Программы про жизнь Марикиты Перес передавали по радио в прайм-тайм. Леонор Коэльо написала пьесу и даже планировала снять фильм.
Матери отправляли на конкурс фотографии дочерей с Марикитой на коленях, в одинаковых платьях. Приз получала самая эффектная пара. Конкурс способствовал росту продаж детской одежды.
Витрины магазина отражали главные события общественной жизни Мадрида. В 50-е Леонор Коэльо придумала воспроизводить на витринах сцены из популярных фильмов. Марикита Перес примерила на себя образы Скарлетт О’Хара (студия «Метро Голдвин Майер» предоставила макеты, по которым воссоздали обстановку Атланты и поместья «Двенадцать дубов»), героини фильма «Сид», и другие.
Шляпы для Марикиты разрабатывала Росарио Торрихос, одна из самых престижных модисток Мадрида. Все материалы были самого лучшего качества. Так, перья для тирольской шапочки заказывали в Тироле. Шубы были из настоящего меха волка, кролика или каракуля.
В 2010 году Институт Сервантеса в Москве подарил антикварную Марикиту Перес музею кукол «Кукольный дом» в рамках проекта «Испания в музеях Москвы».